# 汉王镇 (武都区)
汉王镇，是中国甘肃省陇南市武都区下辖的一个乡镇级行政单位。

## 行政区划
汉王镇共辖以下地区：
汉王街社区、汉王街村、罗寨村、马家坝村、固水子村、土桥村、成家山村、马半山村、芦能村、甘家山村、陈家坡村、甘家沟村、仓园村、杨家坝村、月阳坝村、麻池村、陈李家村、宗家堡村、大坪山村、杨庞村、黎营村、汉坪村、绸子坝村、包家坝村、贾半山村、马仓村、陈龙村、朱能村、白崖村、问子村。